# Yokohama Animation Laboratory
Yokohama Animation Laboratory Co., Ltd. (横浜アニメーションラボ?) es un estudio de animación japonés con sede en Naka-ku, Yokohama.

## Historia
Fue establecido en julio de 2015 por Yūma Ōgami, quien trabajó como productor de animación en Moshidora, Blood-C y Suisei no Gargantia en la Sección 7 de Production I.G.
Su primer trabajo como contratista principal fue la adaptación al anime del videojuego Monster Strike.
Desde 2022, la empresa tiene dos estudios: Yokohama Animation Studio (横浜アニメーションスタジオ?), encargado de series de cortometrajes, PV promocionales, otras funciones como sala de CG de vídeo de animación de juegos y centro de calidad para otros estudios, y S2 Lab (S2ラボ?), encargado de cortometrajes, largometrajes y series animadas.
Entre otros de sus negocios se incluyen la operación de Charama (キャラマ?), que vende productos originales de varios personajes, Yamavico Haus (ヤマビコハウス?), una marca que planifica, produce y vende libros ilustrados originales, y Aozora Craft (あおぞらクラフト?), que opera principalmente restaurantes.
Poseén un acuerdo de colaboración con el estudio de animación Cloud Hearts.

## Trabajos

### Series de televisión
| Año  | Título                                 | Director         | Fecha de primera transmisión | Fecha de última transmisión | Eps. | Notas | Refs.                       |
| ---- | -------------------------------------- | ---------------- | ---------------------------- | --------------------------- | ---- | --- | --------------------------- |
| 2020 | Lapis Re:Lights                        | Hiroyuki Hata    | 12 de julio de 2020          | 19 de septiembre de 2020    | 12   | Parte de la franquicia multimedia creada por KLab y Kadokawa Corporation.                                                                          | [ 8 ]                       |
| 2020 | Magatsu Wahrheit                       | Naoto Hosoda     | 13 de octubre de 2020        | 29 de diciembre de 2020     | 12   | Basado en un juego para teléfonos inteligentes desarrollado y publicado por KLab.                                                                  | [ 9 ]                       |
| 2022 | Tensai Ōji no Akaji Kokka Saisei Jutsu | Masato Tamagawa  | 11 de enero de 2022          | 29 de marzo de 2022         | 12   | Adaptación de la novela ligera escrita por Toru Toba e ilustrada por fal_maro.                                                                     | [ 10 ]                      |
| 2022 | Legend of Mana: The Teardrop Crystal   | Masato Jinbo     | 7 de octubre de 2022         | 23 de diciembre de 2022     | 12   | Basado en un videojuego RPG de Square Enix. Coproducción junto a Graphinica.                                                                       | [ 11 ]                      |
| 2023 | Seija Musō                             | Masato Tamagawa  | 7 de julio de 2023           | 29 de septiembre de 2023    | 12   | Adaptación de la novela ligera escrita por Broccoli Lion e ilustrada por Sime. Coproducción junto a Cloud Hearts.                                  | [ 12 ]                      |
| 2023 | Rail Romanesque 2                      | Michiru Ebira    | 6 de octubre de 2023         | 29 de diciembre de 2023     | 13   | Secuela de Rail Romanesque. | [ 13 ]                      |
| 2023 | Hametsu no Ōkoku                       | Keitaro Motonaga | 7 de octubre de 2023         | 23 de diciembre de 2023     | 12   | Adaptación del manga escrito e ilustrado por yoruhashi.                                                                                            | [ 14 ] [ 15 ]               |
| 2024 | Majo to Yajū                           | Takayuki Hamana  | 12 de enero de 2024          | 5 de abril de 2024          | 12   | Adaptación del manga escrito e ilustrado por Kōsuke Satake.                                                                                        | [ 16 ]                      |
| 2024 | The New Gate                           | Tamaki Nakatsu   | 14 de abril de 2024          | 30 de junio de 2024         | 12   | Adaptación de la novela ligera escrita por Shinogi Kazanami e ilustrada por Makai no Jūnin, KeG y Akira Banpai. Coproducción junto a Cloud Hearts. | [ 17 ] [ 18 ] [ 19 ]        |
| 2024 | Sasayaku Yō ni Koi wo Utau             | Akira Mano       | 14 de abril de 2024          | 29 de diciembre de 2024     | 12   | Adaptación del manga escrito e ilustrado por Eku Takeshima. Coproducción junto a Cloud Hearts.                                                     | [ 20 ]                      |
| 2025 | Kijin Gentōshō                         | Kazuya Aiura     | 31 de marzo de 2025          | —                           | —    | Adaptación de la novela ligera escrita por Moto'o Nakanishi e ilustrada por Tamaki.                                                                | [ 21 ] [ 22 ] [ 23 ] [ 24 ] |

### ONAs
| Año  | Título                                  | Director        | Fecha de primera transmisión | Fecha de última transmisión | Eps. | Notas                                                                           | Refs.  |
| ---- | --------------------------------------- | --------------- | ---------------------------- | --------------------------- | ---- | ------------------------------------------------------------------------------- | ------ |
| 2017 | Monster Strike                          | Takayuki Hamana | 1 de abril de 2017           | 2 de septiembre de 2017     | 23   | Adaptación del videojuego desarrollado por Mixi. Coproducción junto a Sanzigen. | [ 4 ]  |
| 2017 | Monster Strike: The Long Awaited Utopia | Takayuki Hamana | 25 de marzo de 2017          | 25 de marzo de 2017         | 1    | Spin-off relacionado con Monster Strike. Coproducción junto a Sanzigen.         | [ 25 ] |
| 2017 | Monster Strike: The Fading Cosmos       | Takayuki Hamana | 7 de octubre de 2017         | 6 de enero de 2018          | 13   | Segunda parte de Monster Strike 2nd Season. Coproducción junto a ILCA y Anima.  | [ 26 ] |
| 2018 | Starlight Promisess                     | Kazuya Murata   | 3 de agosto de 2018          | 3 de agosto de 2018         | 1    | Trabajo original. Coproducción junto a XFlag.                                   | [ 27 ] |
| 2019 | Miru Tights                             | Yuki Ogawa      | 11 de mayo de 2019           | 27 de julio de 2019         | 12   | Trabajo original.                                                               | [ 8 ]  |
| 2019 | Miru Tights: Cosplay Satsuei Tights     | Yuki Ogawa      | 23 de agosto de 2019         | 23 de agosto de 2019        | 1    | Episodio adicional incluido en el Blu-ray de la serie                           | [ 28 ] |